# Долгопят, Артём Олегович
Артём Олегович Долгопят (ивр. ארטיום דולגופיאט‎; род. 16 июня 1997, Днепропетровск, Украина) — израильский гимнаст , олимпийский чемпион 2020 года, чемпион мира 2023 года и двукратный чемпион Европы в вольных упражнениях. Один из четырёх олимпийских чемпионов в истории Израиля.

## Биография
Артём Долгопят родился 16 июня 1997 года в Днепропетровске. Его отец работал техником-электриком на железной дороге (в детстве он также занимался гимнастикой), а мать была продавщицей. Артём начал свои занятия гимнастикой в 6 лет. В 2009 году его семья переехала в Израиль, где гимнаст продолжил тренироваться в зале в Адар-Йосефе. Артём является младшим сержантом ЦАХАЛа. Израильтянин — один из немногих гимнастов в мире, кто исполняет на вольных упражнениях элемент высшей категории сложности — тройное сальто назад.
Выступая на юниорском уровне, Артём участвовал на юношеских Олимпийских играх, но не смог стать призёром соревнований: он занял пятое место в опорном прыжке, седьмое в вольных упражнениях и одиннадцатое в многоборье. После Игр израильского гимнаста долгое время преследовали травмы. С 2014 года у него были сильные боли в спине, а весной 2017 года повредил палец, выступая на вольных упражнениях.
Несмотря на травмы, Артёму Долгопяту удалось проявить себя на самых крупных международных соревнованиях: на чемпионате Европы он остановился в шаге от пьедестала в вольных упражнениях, уступив в борьбе за «бронзу» своему соотечественнику Александру Шатилову. На главном старте сезона — чемпионате мира — он выступал с травмой правой ноги, но в упорной борьбе смог добыть первую в истории Израиля серебряную медаль мирового первенства по спортивной гимнастике.
На следующий год израильский гимнаст на чемпионате Европы завоевал серебряную медаль в вольных упражнениях.

## Лучшие результаты

### Чемпионаты мира
- Серебро — чемпионат мира 2017 года (Монреаль, Канада) (вольные упражнения)
- Серебро — чемпионат мира 2019 года (Штутгарт, Германия) (вольные упражнения)
- Золото — чемпионат мира 2023 года (Антверпен, Бельгия) (вольные упражнения)

### Чемпионаты Европы
- Золото — чемпионат Европы 2020 года (Мерсин, Турция) (вольные упражнения)
- Золото — чемпионат Европы 2022 года (Мюнхен, Германия) (вольные упражнения)
- Серебро — чемпионат Европы 2018 года (Глазго, Великобритания) (вольные упражнения)
- Серебро — чемпионат Европы 2019 года (Щецин, Польша) (вольные упражнения)
- Серебро — чемпионат Европы 2023 года (Анталья, Турция) (вольные упражнения)
- Бронза — чемпионат Европы 2020 года (Мерсин, Турция) (опорный прыжок)